# Apogonia griseosquamosa
Apogonia griseosquamosa är en skalbaggsart som beskrevs av Moser 1924. Apogonia griseosquamosa ingår i släktet Apogonia och familjen Melolonthidae. Inga underarter finns listade i Catalogue of Life.